# We are Buono!
『We are Buono!』（ウィーアーボーノ!）はBuono!の3rdアルバム。2010年2月10日発売。発売元はポニーキャニオン。

## 収録曲
1. One Way = My Way
（作詞：川上夏季、作曲・編曲：木之下慶行）
2. Our Songs
（作詞：三浦徳子、作曲：つんく、編曲：西川進）
10thシングル
3. Independent Girl〜独立女子であるために
（作詞：岩里祐穂、作曲・編曲：木之下慶行）
4. MY BOY
（作詞：三浦徳子、作曲：つんく、編曲：西川進）
7thシングル
5. うらはら
（作詞：岩里祐穂、作曲：FLAT5th Yoshiaki Okamoto、編曲：西川進）
6. Take It Easy!
（作詞：三浦徳子、作曲：つんく、編曲：西川進）
8thシングル
7. Bravo☆Bravo
（作詞：三浦徳子、作曲：つんく、編曲：西川進）
9thシングル
8. カタオモイ。
（作詞：川上夏季、作曲・編曲：AKIRASTAR）
9. Blue-Sky-Blue
（作詞：川上夏季、作曲：ムラマツテツヤ、編曲：西川進）
10. 紅茶の美味しい店
（作詞：橋本淳、作曲：筒美京平、編曲：小林俊太郎）
11. タビダチの歌
（作詞：岩里祐穂、作曲：Gajin、編曲：佐久間誠）
12. We are Buono!〜Buono!のテーマ♡
（作詞・作曲・編曲：AKIRASTAR）